# Kosmopolis – Interkulturelle Zeitschrift aus Berlin
Kosmopolis – Interkulturelle Zeitschrift aus Berlin ist eine deutsche Kulturzeitschrift. Sie wird seit 1997 von Ronald Daus, Tamara Pracel und Luis Pulido Ritter herausgegeben. Sie erscheint im Babylon Metropolis Studies Ursula Opitz Verlag (der Verlag veröffentlicht unter anderem wissenschaftliche Studien zur Metropolenforschung, Kolonialismusforschung, Reiseessays und literarische Titel).
Die Zeitschrift erscheint ein- bis zweimal jährlich, jeweils mit einem Schwerpunktthema, u. a. „Mode und Mord“, „Phantasie & Nackte Wahrheit“, „Vom Segen des Atheismus“, „Einsame Kosmopoliten“, „Literarische Arktis & Antarktis“, "Pura Vida", "Sensei", "Sari Sari", "Saudade".
Unter den internationalen Autoren finden sich auch Bestseller-Autoren wie Manuel Vázquez Montalbán, der Mexikaner Homero Aridjis, chinesische Dissidenten wie Yang Liang und die Literaturnobelpreisträger Herta Müller und Mario Vargas Llosa.
Ein weiterer inhaltlicher Schwerpunkt sind die Rezensionen von Neuerscheinungen auf dem internationalen Buchmarkt, vor allem Kunst-, Architektur- und Design-Monographien, aber auch literarische Werke und Sachbücher mit einem interkulturellen Zusammenhang.